# Johann Hermann Knoop
Jean Herman Knoop (1700-1769) fue un gran horticultor y jardinero holandés.
Crea en paralelo con Henri Louis Duhamel du Monceau (1700-1782) las primeras obras de pomología tales como "Pomologie ou description des meilleurs sortes de pommes et de poires" donde figuran bellas ilustraciones botánicas descriptivas de frutos, acompañadas de sus descripciones escritas. Ese tipo de obra fue muy innovador par su época.

## Otras publicaciones
- Pomologia: Nei Paesi Bassi / Germania / Francia / Inghilterra Ed Altre Regioni. Editor Congedo, 2012, 172 pp. ISBN 8896483026

- Fructologie: ou Description des arbres fruitiers; ainsi que des fruits. Que l'on plante et qu'on cultive ordinairement dans les jardins. Avec une explication detaillée de leurs différentes dénominations, de leur culture & de leur usage oeconomique, ainsi que de la maniére de consire & diverses ... Editor M. Magérus, 1768, 205 pp.

- Tegenwoordige staat of historische beschryvinge van Friesland ... Editor Van Linge, 1763, 539 pp.

- Beschouwende en werkdadige hovenier-konst of inleiding tot de waare oeffening der planten: Waarin aangewezen word al't gene een hovenier en aan andere tuin-oeffenaars dienstig en nodig zyn kan te weeten, om niet alleen met gewenscht voordeel, maar ook met vermaak allerley boom-, heester-, kruid ... Editor Gedrukt by Abraham Ferwerda, 1753, 594 pp.

### Epónimos
- (Annonaceae) Guatteria knoopiana Pittier[1]

- (Begoniaceae) Begonia knoopii Ziesenh.[2]

- (Viscaceae) Phoradendron knoopii Warburg & Trel.[3]

- La abreviatura «Knoop» se emplea para indicar a Johann Hermann Knoop como autoridad en la descripción y clasificación científica de los vegetales.[4]